# Campylanthus reconditus
Campylanthus reconditus là một loài thực vật có hoa trong họ Mã đề. Loài này được Hjertson & Thulin mô tả khoa học đầu tiên năm 2006.